# Hampshire Premier League
Hampshire Premier League là một giải đấu bóng đá Anh ở Hampshire. Giải đấu được thành lập năm 2007 và bao gồm 'Senior Division' có 18 đội, đa số là các thành viên của hạng đấu giải thể Division 2 của Wessex League, hạng đấu Division One có 11 đội, và hạng đấu 'Combination Division' cho các đội bóng dự bị hiện tại có 14 thành viên.
Tháng 5 năm 2008, có thông báo rằng, giải đấu đang thương lượng với Hampshire League về việc hợp nhất 2 giải đấu thành một để có thể có vị trí ở Bậc 7 của NLS, mặc dù sự hợp nhất không được tiến hành, Hampshire Premier League vẫn được công nhận ở Bậc 7 của National League System (hoặc cấp độ 11 của Hệ thống các giải bóng đá Anh) ngày 15/5/2008. Hampshire League khiếu nại FA, nói rằng họ cũng muốn được như vậy, nhưng đã bị bác bỏ.
Hampshire League 2004 giải thể cuối mùa giải 2012-13, hầu hết đội bóng gia nhập vào hạng đấu mới Division One của Hampshire Premier League.

## Các Câu lạc bộ mùa giải 2014–15

### Senior Division
- AFC Stoneham
- Baffins Milton Rovers
- Bush Hill
- Clanfield
- Colden Common
- Fleetlands
- Hamble Club
- Headley United
- Hedge End Rangers
- Liphook United
- Liss Athletic
- Locks Heath
- Otterbourne
- Overton United
- Paulsgrove
- Queen's Keep Southampton
- Stockbridge
- Winchester Castle

### Division One
- Andover Lions
- AFC Petersfield
- Broughton
- Cadnam United
- Four Marks
- Hayling United
- Infinity
- Lyndhurst
- Michelmersh & Timsbury
- Netley Central Sports
- Upham

## Nhà vô địch
| Mùa giải | Đội vô địch Senior Division |
| -------- | --------------------------- |
| 2007–08  | AFC Stoneham                |
| 2008–09  | Colden Common               |
| 2009–10  | Colden Common               |
| 2010–11  | Liphook United              |
| 2011-12  | Liphook United              |
| 2012–13  | Locks Heath                 |
| 2013–14  | Baffins Milton Rovers       |
| 2014–15  | Hamble Club                 |